# Mala Račna
'Mala Račna – wieś w Słowenii, w gminie Grosuplje. 1 stycznia 2017 liczyła 179 mieszkańców.